# デンシンタマシイ
「デンシンタマシイ」は、日本のロックバンド、ゲーム実況者わくわくバンドのメジャー1枚目のシングルである。2018年3月7日にソニー・ミュージックレコーズから発売された。

## 解説
販売形態は完全生産限定わくわくパック（CD+Blu-ray+グッズ）、通常盤（CD）、アニメ盤（CD）の3形態で販売された。
タイトル曲「デンシンタマシイ」はテレビアニメ『BORUTO-ボルト- NARUTO NEXT GENERATIONS』のエンディングテーマ曲として起用された。

## 収録曲

### CD (完全生産限定盤・通常盤)
1. デンシンタマシイ
2. 云云
3. デンシンタマシイ -Instrumental-
4. 云云 -Instrumental-

### Blu-ray (完全生産限定盤)
1. デンシンタマシイ -Music Video-
2. デンシンタマシイ -Music Video Making-
3. 「ゲーム実況わくわくフェスティバル ver.5～武道館スペシャル～」ライブ映像
4. ニッポン放送特別番組「月刊わくわくエクストリーム」特別編

### CD (アニメ盤)
1. デンシンタマシイ
2. ヘイボーイヘイガール
3. デンシンタマシイ -TV size-
4. デンシンタマシイ -Instrumental-
5. ヘイボーイヘイガール -Instrumental-

## ショップ別特典
- ピック型チャーム（タワーレコード）
- 缶バッジ（TSUTAYAオンラインショッピング）
- 布ステッカー（HMV）
- クリアファイル（アニメイト）
- ステッカー 2枚セット（その他の応援店舗）

## 収録アルバム
| 曲名                                       | 収録アルバム           | 発売日         |
| ------------------------------------------ | ---------------------- | -------------- |
| デンシンタマシイ                           | 『BORUTO THE BEST』    | 2019年12月18日 |
| デンシンタマシイ 云云 ヘイボーイヘイガール | 『Wonderful Knockout』 | 2024年2月14日  |